# Бібліотекознавство
Бібліоте́кознавство — це наукова дисципліна, яка вивчає цілі, принципи, зміст, систему і форми суспільного використання друкованих творів, а також функції, організацію та призначення бібліотек у конкретних соціокультурних умовах певної історичної доби.
Перша школа бібліотекознавства була створена Дьюї Мелвілом (Melvil Dewey) у Колумбійському університеті у 1887 році.

## Класифікація
Бібліотекознавство класифікується залежно від вибраних дослідником підстав розподілу й поділяється на загальне й особливе.
Загальне бібліотекознавство — поділ бібліотекознавства, змістом якого є загальнотеоретичні, історичні й організаційні проблеми бібліотечної діяльності, а також вивчення об'єкта й предмета бібліотекознавства, його структури, термінології, місця в системі наук, зв'язків із суміжними науковими дисциплінами, закономірностей бібліотечної діяльності, її принципів і концепцій, методології й методики бібліотечних досліджень, історії бібліотекознавчої думки.
Особливе бібліотекознавство досліджує різні специфічні аспекти бібліотечної діяльності.
Часткове бібліотекознавство — комплекс розділів бібліотекознавства, зміст яких становлять вчення про різні частини бібліотеки як системи — бібліотечний фонд, бібліотечний каталог, контингент користувачів бібліотеки, матеріально-технічна база бібліотеки й т.д.

## Завдання та мета
Завдання бібліотекознавства — розвиток теорії бібліотечної справи, аналіз його закономірностей як соціального явища, пов'язаного з використанням бібліотек у допомогу соціальному, економічному, культурному процесу.
Мета бібліотекознавства — оптимізація соціального використання інформації у вигляді публікацій, через бібліотечну справу.

## Функції бібліотекознавства
1. Наукові функції:
  - Пізнавальна
  - пояснювальна
  - прогнозуюча
  - систематизуюча
2. Соціальні функції:
  - Культурно-виховна (вираження загальної властивості науки як діючого фактору розвитку всієї людської культури, наукового світогляду, суспільної свідомості)
  - Функція продуктивної сили (Є важливою умовою розвитку бібліотечної справи, відіграє роль однієї з опосередкованих сил його прогресу, висуває й впроваджує в практику нові, перспективні ідеї, що сприяють підвищенню ефективності і якості бібліотечного обслуговування населення)
  - Функція соціальної сили (Бібліотекознавство створює явні й латентні передумови зміни суспільства, його культури, причому ці зміни носять прогресивний характер. Величезну соціальну роль відіграє ідея інформатизації суспільства, першоджерелом якої повинне вважатися бібліотекознавство)

Всі вони пов'язані з тим, що наукові знання й методи бібліотекознавства використовуються при вирішенні проблем, що виникають у процесі суспільного використання інформації.

## Складові частини бібліотекознавства
1. Наукові закони
2. Наукові принципи
3. Наукові теорії
4. Методи дослідження
5. Понятійний апарат
6. Гіпотези
7. Факти, дані спостережень і досвідів

## Історія становлення
Джерела бібліотекознавства — науки про бібліотечну справу, сутність якої дотепер залишається дискусійною, сходить із глибокої стародавності. Будучи типовим науковим феноменом, бібліотекознавство в той же час характеризується власним генезисом і розвитком. Їхнє вивчення вимагає історичного підходу, що дозволить простежити виникнення й основні етапи формування бібліотекознавства, рух теоретичної думки від пропозицій і здогадів до наукового знання, побачити перспективні напрямки його розвитку.
У своєму розвитку бібліотекознавство підрозділяється на два основних етапи:
1. Донауковий (із середини II тисячоріччя до н. е. до кінця XVIII ст.), позначений визначенням «бібліотекознавча думка»
2. Науковий (з початку XIX ст. дотепер), певний як становлення й розвиток бібліотекознавства як науки й навчальної дисципліни.

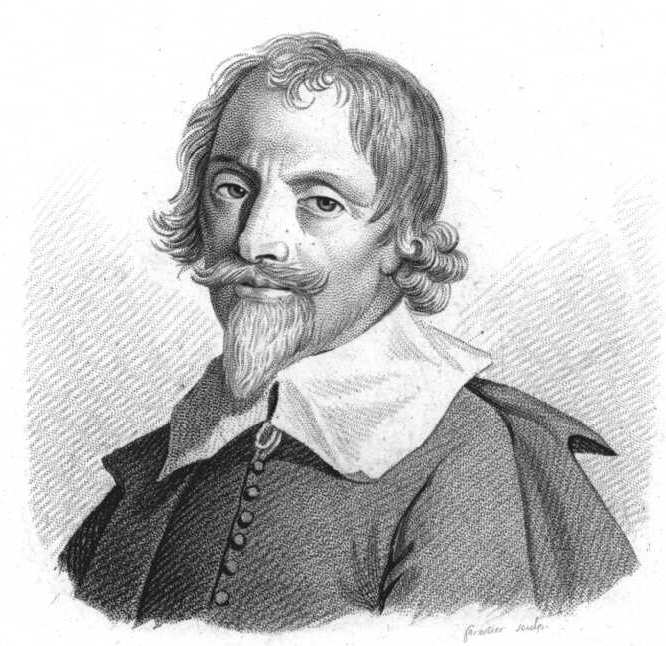
Портрет Габріеля Ноде, автора книги «Порада щодо створення бібліотеки» (1627), 1661 року книга перекладена на англійську мову

Найраніший текст про роботу бібліотеки, «Порада щодо створення бібліотеки», був опублікований 1627 року французьким бібліотекарем і вченим Габріелем Ноде. Ноде багато писав, створюючи твори на теми політики, релігії, історії і надприродних явищ. Він втілив в життя всі ідеї, викладені в «Пораді», коли йому була надана можливість створити і обслуговувати бібліотеку кардинала Мазаріні.
Мартін Шреттінгер написав другий підручник (перший в Німеччині) з цього предмету в період з 1808 по 1829 рік. Томас Джефферсон, чия бібліотека в Монтічелло складалася з тисяч книг, розробив систему класифікації, засновану на методі Бекона, який групував книги більш-менш за темами, а не в алфавітному порядку, як це було раніше. Колекція Джефферсона дала початок Бібліотеці Конгресу.
Значний внесок у розвиток бібліотекознавства зробив індійський вчений Шіалі Ранганатан.
В Україні для розвитку бібліотекознавства важливе значення мали прогресивні освітні ідеї Г. С. Сковороди, Т. Г. Шевченка, І. Я. Франка, М. М. Коцюбинського, а також діяльність В. С. Іконникова, М. Ф. Комарова, І. О. Левицького та ін.
Одним із проблемних питань бібліотекознавства є визначення об'єкта й предмета бібліотечної науки. З XIX ст. почалася розробка цих визначень. До 70-х років XX ст. об'єкт і предмет бібліотекознавства не різнилися: Об'єкт бібліотекознавства — бібліотечна справа. Лише в 1976 році було запропоновано (А. Я. Черняком) розвести поняття об'єкта й предмета бібліотекознавства, що стало наступним кроком у самопізнанні бібліотекознавства. В останні роки у зв'язку із широким поширенням у науці системного підходу про бібліотеку стали говорити як про системний об'єкт бібліотекознавства, що складається з ряду взаємозалежних і взаємообумовлених елементів.